# 芳野英一
芳野 英一（よしの えいいち、1998年9月17日 - ）は、日本の元子役。活動当時はキリンプロ大阪オフィスに所属していた。

## 出演

### テレビドラマ
- 連続テレビ小説 芋たこなんきん 第17話（2006年、NHK）
- 時々迷々 第2話（2009年、NHK）

### CM
- ワールドチルドレンズデイ（日本マクドナルド）
- 日本のこれから「学力」篇、「騙し絵」篇（NHK）
- シャープに答えて（シャープ）

### スチールモデル
- こどもちゃれんじ（ベネッセコーポレーション）
- Cocco!（KKベストセラーズ）
- ディズニーファン（講談社）
- イトマンスイミングスクール
- 小冊子 DoCoMo Information Rasente（NTTドコモ）
- 別冊コロコロコミック 2009年4月号（小学館）
- 任天堂
- 日本のこれから「騙し絵」篇（学習研究社）

### ビデオパッケージ
- 杏林製薬

### 映画
- ソラミミ - 武田陸 役[要出典]